# Municipio de Hudson (Dakota del Norte)
El municipio de Hudson (en inglés: Hudson Township) es un municipio ubicado en el condado de Dickey en el estado estadounidense de Dakota del Norte. En el año 2010 tenía una población de 88 habitantes y una densidad poblacional de 0,99 personas por km².

## Geografía
El municipio de Hudson se encuentra ubicado en las coordenadas 46°4′25″N 98°11′40″O / 46.07361, -98.19444. Según la Oficina del Censo de los Estados Unidos, el municipio tiene una superficie total de 88.75 km², de la cual 87,91 km² corresponden a tierra firme y (0,95 %) 0,85 km² es agua.

## Demografía
Según el censo de 2010, había 88 personas residiendo en el municipio de Hudson. La densidad de población era de 0,99 hab./km². De los 88 habitantes, el municipio de Hudson estaba compuesto por el 100 % blancos. Del total de la población el 0 % eran hispanos o latinos de cualquier raza.